# Yuri Kostrikov
Yuri Sergeyevich Kostrikov (tiếng Nga: Юрий Сергеевич Костриков; sinh ngày 27 tháng 3 năm 1994) là một thủ môn bóng đá người Nga. Anh thi đấu cho FC Veles Moskva.

## Sự nghiệp câu lạc bộ
Anh có màn ra mắt tại Giải bóng đá chuyên nghiệp quốc gia Nga cho  FC Domodedovo Moskva vào ngày 12 tháng 5 năm 2015 trong trận đấu với FC Pskov-747 Pskov.